# Station Sławków Południowy
Station Sławków Południowy is een spoorwegstation in de Poolse plaats Sławków.